# قانون الکساندر
قانون الکساندر (انگلیسی: Alexander's law) به نیستاگموس ایجادشده بر اثر خیرگی اشاره دارد که به‌دنبال آسیب حاد یکطرفه سیستم دهلیزی رخ می‌دهد. این اصل نخستین بار در سال ۱۹۱۲ توصیف شد و دارای سه مولفه برای توضیح چگونگی واکنش رفلکس دهلیزی-چشمی به یک آسیب حاد دهلیزی است. نخستین مولفه می‌گوید که نیستاگموس خودبه‌خودی پس از یک اختلال حاد دهلیزی دارای فاز تُند به سمت گوش سالم است. جهت نیستاگموس، طبق قرارداد، برای فاز تُند نامگذاری شده است، بنابراین نیستاگموس خودبه‌خود به سمت گوش سالم می‌رود. مولفه دوم می‌گوید نیستاگموس زمانی که نگاه به سمت گوش سالم باشد، بیشترین شدت خود را دارد، در حین نگاهِ خیره (خیرگی مرکزی یا خیره به وسط) کمتر می‌شود و ممکن است زمانی که نگاه به سمت گوش آسیب‌دیده باشد، اصلاً وجود نداشته باشد. مولفه سوم می‌گوید که نیستاگموس خودبه‌خودی با خیرگی مرکزی در صورت انسداد بینایی افزایش می‌یابد. این امر با اجرای آزمایش الکتروگرافی آشکار شد.
قانون الکساندر بیان می‌کند که در افراد مبتلا به نیستاگموس، وقتی چشم در جهت فاز تُند (ساکاد) حرکت می‌کند، دامنه نیستاگموس افزایش می‌یابد و در طی نیستاگموس خودبه‌خودی در بیمار مبتلا به ضایعه دهلیزی قابل مشاهده است. نیستاگموس زمانی که بیمار در سمت فاز تند آن نگاه می‌کند شدیدتر می‌شود تا در جهت فاز آهستهٔ آن.
این قانون به افتخار گوستاف الکساندر که آن را در سال ۱۹۱۲ توصیف کرد، نامگذاری شد.